# Eccellenza Basilicata 2024-2025
Il campionato italiano di calcio di Eccellenza Basilicata 2024-2025 è il trentaquattresimo organizzato in Italia. Rappresenta il quinto livello del calcio italiano.

## Stagione

### Cambiamenti
Quest'anno i tre posti lasciati dalla vincente della scorsa stagione, il Francavilla, e dalle due retrocesse, il Moliterno e il Policoro, vanno tutte appannaggio delle tre squadre di Promozione Basilicata 2023-2024, dato che non si hanno retrocessioni lucane dalla Serie D: Melfi, Avigliano e la vincente dei play-off Lykos. Inoltre il Città dei Sassi Matera cambia denominazione e sede sociale in Montescaglioso.

### Regolamento
La prima classificata accede direttamente al campionato superiore e l'ultima classificata a quello inferiore. Le classificate tra il secondo e il quinto posto effettueranno i play-off per determinare la squadra che accede agli spareggi nazionali. Le classificate tra il penultimo e il quintultimo posto effettueranno i play-out per non retrocedere. Se la differenza punti tra le squadre spareggianti è maggiore o uguale a dieci, gli spareggi non avranno luogo. Se le retrocessioni dalla Serie D 2023-2024 delle squadre lucane, sono due o più, aumentano anche le retrocessioni in Promozione.

## Squadre partecipanti
| Club                             | Città (provincia)         | Stadio                          | Stagione precedente                   |
| -------------------------------- | ------------------------- | ------------------------------- | ------------------------------------- |
| A.S.D. Angelo Cristofaro Oppido  | Oppido Lucano (PZ)        | Stadio comunale                 | 12º in Eccellenza Basilicata          |
| Avigliano Calcio                 | Avigliano (PZ)            | Stadio comunale                 | 2º in Promozione Basilicata, promosso |
| Brienza Calcio                   | Brienza (PZ)              | Stadio San Giuliano             | 13º in Eccellenza Basilicata          |
| A.S.D. Circolo Sport Vultur 1921 | Rionero in Vulture (PZ)   | Stadio Pasquale Corona          | 11º in Eccellenza Basilicata          |
| A.S.D. Elettra Marconia          | Marconia (MT)             | Comunale Regina - Mauro         | 4º in Eccellenza Basilicata           |
| A.S.D. Ferrandina 17890          | Ferrandina (MT)           | Stadio Santa Maria              | 9º in Eccellenza Basilicata           |
| U.S.D. Lavello                   | Lavello (PZ)              | Stadio Franco Pisicchio         | 5º in Eccellenza Basilicata           |
| A.S.D. Lykos                     | Tolve (PZ)                | Stadio San Rocco Tolve          | 3º in Promozione Basilicata, promosso |
| Melfi                            | Melfi (PZ)                | Stadio Arturo Valerio           | 1º in Promozione Basilicata, promosso |
| A.S.D. Montescaglioso Calcio     | Montescaglioso (MT)       | Stadio comunale                 | 3º in Eccellenza Basilicata           |
| A.S.D. Oraziana Venosa           | Venosa (PZ)               | Stadio comunale Michele Lorusso | 14º in Eccellenza Basilicata          |
| S.C. Paternicum                  | Paterno (PZ)              | Stadio Enzo Taddeo              | 8º in Eccellenza Basilicata           |
| A.S.D. Pomarico                  | Pomarico (MT)             | Stadio comunale Manferrara      | 7º in Eccellenza Basilicata           |
| Santarcangiolese                 | Sant'Arcangelo (PZ)       | Stadio Antonio Martorano        | 10º in Eccellenza Basilicata          |
| A.S.D. Calcio San Cataldo        | San Cataldo di Bella (PZ) | Stadio Zi Rocco e Gennaro       | 2º in Eccellenza Basilicata           |
| A.S.D. Tricarico Pozzo di Sicar  | Tricarico (MT)            | Stadio Comunale Paolo Carbone   | 6º in Eccellenza Basilicata           |

## Classifica finale
Aggiornata al 9 aprile 2025.
|       | Pos. | Squadra                  | Pt | G  | V  | N  | P  | GF | GS | DR  |
| ----- | ---- | ------------------------ | -- | -- | -- | -- | -- | -- | -- | --- |
|       | 1.   | Ferrandina               | 57 | 30 | 17 | 6  | 7  | 49 | 28 | 21  |
|       | 2.   | San Cataldo              | 54 | 30 | 16 | 6  | 8  | 48 | 27 | 21  |
|       | 3.   | Elettra Marconia         | 52 | 30 | 14 | 10 | 6  | 43 | 30 | 13  |
|       | 4.   | Lykos Tolve              | 52 | 30 | 15 | 7  | 8  | 46 | 29 | 17  |
|       | 5.   | Montescaglioso           | 49 | 30 | 13 | 10 | 7  | 44 | 34 | 10  |
|       | 6.   | Santarcangiolese         | 47 | 30 | 13 | 8  | 9  | 55 | 44 | 11  |
|       | 7.   | Angelo Cristofaro        | 47 | 30 | 12 | 11 | 7  | 32 | 23 | 9   |
|       | 8.   | Lavello                  | 44 | 30 | 13 | 5  | 12 | 44 | 36 | 8   |
|       | 9.   | Tricarico Pozzo di Sicar | 43 | 30 | 10 | 13 | 7  | 40 | 37 | 3   |
|       | 10.  | Paternicum               | 38 | 30 | 10 | 8  | 12 | 48 | 49 | -1  |
|       | 11.  | Avigliano                | 38 | 30 | 10 | 8  | 12 | 44 | 50 | -6  |
| [ 3 ] | 12.  | Vultur Rionero           | 36 | 30 | 9  | 9  | 12 | 29 | 38 | -9  |
| [ 3 ] | 13.  | Melfi                    | 35 | 30 | 10 | 5  | 15 | 30 | 42 | -12 |
|       | 14.  | Pomarico                 | 25 | 30 | 7  | 4  | 19 | 33 | 50 | -17 |
|       | 15.  | Brienza                  | 23 | 30 | 6  | 5  | 19 | 23 | 51 | -28 |
|       | 16.  | Oraziana Venosa          | 19 | 30 | 4  | 7  | 19 | 27 | 67 | -40 |

Legenda:
       Promosso in Serie D 2025-2026.
       Ammessa ai play-off nazionali.
 Ammessa ai play-off o ai play-out.
       Retrocesso in Promozione Basilicata 2025-2026.
Regolamento:
Tre punti a vittoria, uno a pareggio, zero a sconfitta.

## Risultati

### Tabellone
Aggiornato al 9 aprile 2025.
|                          | ACO  | Avi  | Bri  | CSV  | Ele  | Fer  | Lav  | Lyk  | Mel  | Mon  | Ora  | Pat  | Pom  | San  | CSC  | Tri  |
| ------------------------ | ---- | ---- | ---- | ---- | ---- | ---- | ---- | ---- | ---- | ---- | ---- | ---- | ---- | ---- | ---- | ---- |
| Angelo Cristofaro Oppido | –––– | 1-0  | 1-0  | 1-1  | 1-1  | 0-1  | 2-1  | 1-2  | 1-1  | 0-0  | 1-1  | 3-0  | 2-0  | 0-1  | 0-1  | 0-0  |
| Avigliano                | 1-2  | –––– | 3-0  | 3-2  | 0-2  | 2-1  | 3-0  | 1-1  | 3-4  | 2-2  | 2-2  | 0-2  | 3-0  | 1-0  | 0-4  | 3-1  |
| Brienza                  | 2-1  | 0-0  | –––– | 1-0  | 0-1  | 0-0  | 3-1  | 1-3  | 2-2  | 1-2  | 1-2  | 3-1  | 1-0  | 0-0  | 0-3  | 0-2  |
| C.S. Vultur              | 0-0  | 0-1  | 3-1  | –––– | 1-0  | 1-1  | 0-4  | 1-1  | 1-0  | 1-2  | 2-1  | 2-1  | 0-3  | 2-1  | 1-1  | 0-1  |
| Elettra Marconia         | 0-1  | 1-1  | 0-0  | 2-1  | –––– | 1-1  | 1-0  | 2-0  | 1-0  | 1-2  | 2-0  | 2-1  | 2-0  | 2-2  | 0-4  | 1-1  |
| Ferrandina               | 1-2  | 5-1  | 3-0  | 4-2  | 0-0  | –––– | 1-0  | 2-0  | 0-1  | 2-1  | 2-0  | 3-1  | 3-0  | 2-1  | 1-0  | 1-1  |
| Lavello                  | 0-0  | 5-3  | 2-0  | 0-0  | 4-3  | 2-1  | –––– | 1-0  | 0-1  | 1-0  | 2-0  | 0-1  | 1-0  | 3-3  | 1-3  | 0-0  |
| Lykos                    | 2-1  | 1-1  | 4-0  | 2-0  | 0-0  | 2-0  | 0-4  | –––– | 1-0  | 2-0  | 1-0  | 6-1  | 3-1  | 6-3  | 1-0  | 3-0  |
| Melfi                    | 1-2  | 1-0  | 2-0  | 0-2  | 1-2  | 0-1  | 0-3  | 1-0  | –––– | 1-3  | 4-0  | 2-2  | 1-0  | 2-1  | 0-1  | 0-0  |
| Montescaglioso           | 0-0  | 1-0  | 1-0  | 0-0  | 0-1  | 1-2  | 2-2  | 2-1  | 2-0  | –––– | 3-0  | 3-3  | 1-1  | 1-1  | 2-0  | 3-1  |
| Oraziana Venosa          | 1-1  | 2-2  | 1-1  | 2-0  | 1-5  | 1-3  | 0-2  | 0-1  | 0-3  | 2-4  | –––– | 1-1  | 1-0  | 0-1  | 1-1  | 1-6  |
| Paternicum               | 1-2  | 2-4  | 3-2  | 1-2  | 2-2  | 2-0  | 2-1  | 0-0  | 4-0  | 1-3  | 6-0  | –––– | 1-0  | 2-3  | 0-1  | 1-1  |
| Pomarico                 | 0-0  | 2-3  | 3-1  | 1-3  | 2-1  | 2-3  | 1-2  | 1-1  | 2-0  | 1-0  | 3-2  | 0-1  | –––– | 2-5  | 1-2  | 3-1  |
| Santarcangiolese         | 1-2  | 2-0  | 3-2  | 0-0  | 2-2  | 0-0  | 1-0  | 3-1  | 3-0  | 2-2  | 4-1  | 0-2  | 3-2  | –––– | 1-0  | 2-3  |
| Calcio San Cataldo       | 1-0  | 1-1  | 3-0  | 2-0  | 0-2  | 2-4  | 3-1  | 1-1  | 4-1  | 4-0  | 0-3  | 1-1  | 1-1  | 2-1  | –––– | 1-2  |
| Tricarico Pozzo di Sicar | 1-1  | 3-0  | 1-0  | 1-1  | 2-3  | 1-1  | 2-1  | 1-0  | 1-1  | 1-1  | 1-1  | 2-2  | 2-1  | 1-4  | 2-0  | –––– |

## Spareggi

### Play-off
|  | Semifinali | Semifinali       | Semifinali |                |   | Finale           | Finale | Finale |  |
|  |            |                  |            |                |   |                  |        |        |  |
|  | 2          | San Cataldo      | 1          |                |   |                  |        |        |  |
|  | 2          | San Cataldo      | 1          |                |   |                  |        |        |  |
|  | 5          | Montescaglioso   | 2          |                |   |                  |        |        |  |
|  | 5          | Montescaglioso   | 2          |                | 3 | Elettra Marconia | 1      |        |  |
|  |            |                  |            |                | 3 | Elettra Marconia | 1      |        |  |
|  |            |                  | 5          | Montescaglioso | 0 |                  |        |        |  |
|  | 3          | Elettra Marconia | 5          | Montescaglioso | 0 | 2                |        |        |  |
|  | 3          | Elettra Marconia |            |                |   |                  |        |        |  |
|  | 4          | Lykos Tolve      | 1          |                |   |                  |        |        |  |

### Play-out
|          | Risultati |                | Luogo e data                  |
| -------- | --------- | -------------- | ----------------------------- |
| Pomarico | 2 - 0     | Brienza Calcio | Pomarico (MT), 27 aprile 2025 |
|          |           |                |                               |